# Nicky Hayen
Nicky Hayen (Sint-Truiden, 16 agosto 1980) è un allenatore di calcio ed ex calciatore belga, di ruolo difensore, tecnico del Club Bruges.

## Statistiche

### Statistiche da allenatore
Statistiche aggiornate al 25 maggio 2025.
| Stagione            | Squadra              | Campionato         | Campionato | Campionato | Campionato | Campionato | Coppe nazionali | Coppe nazionali | Coppe nazionali | Coppe nazionali | Coppe nazionali | Coppe continentali | Coppe continentali | Coppe continentali | Coppe continentali | Coppe continentali | Altre coppe | Altre coppe | Altre coppe | Altre coppe | Altre coppe | Totale | Totale | Totale | Totale | % Vittorie | Piazzamento                 |
| Stagione            | Squadra              | Comp               | G          | V          | N          | P          | Comp            | G               | V               | N               | P               | Comp               | G                  | V                  | N                  | P                  | Comp        | G           | V           | N           | P           | G      | V      | N      | P      | %          | Piazzamento                 |
| ------------------- | -------------------- | ------------------ | ---------- | ---------- | ---------- | ---------- | --------------- | --------------- | --------------- | --------------- | --------------- | ------------------ | ------------------ | ------------------ | ------------------ | ------------------ | ----------- | ----------- | ----------- | ----------- | ----------- | ------ | ------ | ------ | ------ | ---------- | --------------------------- |
| 2016-2017           | Geel                 | D3                 | 30         | 13         | 5          | 12         | CB              | 3               | 2               | 0               | 1               | -                  | -                  | -                  | -                  | -                  | -           | -           | -           | -           | -           | 33     | 15     | 5      | 13     | 45,45      | 8º                          |
| lug.-ott. 2017      | Geel                 | D3                 | 7          | 4          | 0          | 3          | CB              | 2               | 1               | 0               | 1               | -                  | -                  | -                  | -                  | -                  | -           | -           | -           | -           | -           | 9      | 5      | 0      | 4      | 55,56      | Eson.                       |
| Totale Geel         | Totale Geel          | Totale Geel        | 37         | 17         | 5          | 15         |                 | 5               | 3               | 0               | 2               |                    | -                  | -                  | -                  | -                  |             | -           | -           | -           | -           | 42     | 20     | 5      | 17     | 47,62      |                             |
| nov. 2017-gen. 2018 | Berchem              | D3                 | 7          | 0          | 1          | 6          | CB              | -               | -               | -               | -               | -                  | -                  | -                  | -                  | -                  | -           | -           | -           | -           | -           | 7      | 0      | 1      | 6      | &0,00      | Sub., Eson.                 |
| nov. 2019-gen. 2020 | Sint-Truiden         | PL                 | 5          | 1          | 1          | 3          | CB              | 1               | 0               | 0               | 1               | -                  | -                  | -                  | -                  | -                  | -           | -           | -           | -           | -           | 6      | 1      | 1      | 4      | 16,67      | Sub., ad interim            |
| 2020-2021           | Waasland-Beveren     | PL                 | 34+2       | 8          | 7+1        | 19+1       | CB              | 2               | 1               | 0               | 1               | -                  | -                  | -                  | -                  | -                  | -           | -           | -           | -           | -           | 38     | 9      | 8      | 21     | 23,68      | 17º (retr. dopo i play-out) |
| dic. 2021-giu. 2022 | Haverfordwest County | CP                 | 11         | 6          | 1          | 4          | CG              | -               | -               | -               | -               | -                  | -                  | -                  | -                  | -                  | -           | -           | -           | -           | -           | 11     | 6      | 1      | 4      | 54,55      | Sub., 10º                   |
| 2022-mar. 2023      | Club NXT             | CPL                | 25         | 12         | 7          | 6          | -               | -               | -               | -               | -               | -                  | -                  | -                  | -                  | -                  | -           | -           | -           | -           | -           | 25     | 12     | 7      | 6      | 48,00      | [ 2 ]                       |
| 2023-mar. 2024      | Club NXT             | CPL                | 26         | 10         | 4          | 12         | -               | -               | -               | -               | -               | -                  | -                  | -                  | -                  | -                  | -           | -           | -           | -           | -           | 26     | 10     | 4      | 12     | 38,46      | [ 3 ]                       |
| Totale Club NXT     | Totale Club NXT      | Totale Club NXT    | 51         | 22         | 11         | 18         |                 | -               | -               | -               | -               |                    | -                  | -                  | -                  | -                  |             | -           | -           | -           | -           | 51     | 22     | 11     | 18     | 43,14      |                             |
| mar.-giu. 2024      | Club Bruges          | PL                 | 10         | 7          | 3          | 0          | CB              | -               | -               | -               | -               | UECL               | 4                  | 2                  | 1                  | 1                  | -           | -           | -           | -           | -           | 14     | 9      | 4      | 1      | 64,29      | Sub., 1º                    |
| 2024-2025           | Club Bruges          | PL                 | 40         | 24         | 10         | 6          | CB              | 6               | 5               | 1               | 0               | UCL                | 12                 | 5                  | 2                  | 5                  | SB          | 1           | 0           | 0           | 1           | 59     | 34     | 13     | 12     | 57,63      | 2º                          |
| 2025-2026           | Club Bruges          | PL                 | 4          | 3          | 0          | 1          | CB              | 0               | 0               | 0               | 0               | UCL                | 3                  | 3                  | 0                  | 0                  | SB          | 1           | 1           | 0           | 0           | 8      | 7      | 0      | 1      | 87,50      |                             |
| Totale Club Bruges  | Totale Club Bruges   | Totale Club Bruges | 54         | 34         | 13         | 7          |                 | 6               | 5               | 1               | 0               |                    | 19                 | 10                 | 3                  | 6                  |             | 2           | 1           | 0           | 1           | 81     | 50     | 17     | 14     | 61,73      |                             |
| Totale carriera     | Totale carriera      | Totale carriera    | 201        | 88         | 40         | 73         |                 | 13              | 8               | 1               | 4               |                    | 19                 | 10                 | 3                  | 6                  |             | 2           | 1           | 0           | 1           | 235    | 107    | 44     | 84     | 45,53      |                             |

## Palmarès

### Giocatore

#### Competizioni nazionali
- Coppa di Lega belga: 1

Sint-Truiden: 1998-1999
- Tweede klasse: 1

OH Lovanio: 2010-2011

### Allenatore
- Campionato belga: 1

Club Bruges: 2023-2024
- Coppa del Belgio: 1

Club Bruges: 2024-2025
- Supercoppa del Belgio: 1

Club Bruges: 2025